# فيروس الهربس المرتبط بساركوما كابوزي
فيروس الهربس المرتبط بساركوما كابوزي (بالإنجليزية: Kaposi's sarcoma-associated herpesvirus)‏ هو تاسع فيروس من فيروسات الهربس البشرية المعروفة، واسمه الرسمي وفقًا للجنة الدولية لتصنيف الفيروسات: فيروس غاما هربس 8. يتسبب هذا الفيروس في حدوث ساركوما كابوزي، وهو أحد أنواع الأورام الخبيثة التي تحدث بشكل شائع عند مرضى الإيدز، وقد يؤهب هذا الفيروس أيضًا لحدوث حالات مرضية أخرى مثل سرطان العقد اللمفاوية، داء كاسلمان متعدد المراكز، ومتلازمة السيتوكينات الالتهابية. يعتبر فيروس الهربس المرتبط بساركوما كابوزي واحد من سبعة فيروسات مسرطنة للبشر معروفة حاليًا، تسمى الفيروسات الورمية. رغم مرور سنوات طويلة على اكتشاف هذا الفيروس وتأكيد ارتباطه بساركوما كابوزي، لا يوجد حتى الآن علاج معروف للوقاية من تشكل ساركوما كابوزي عند الأشخاص الذين لديهم عدوى نشطة بهذا الفيروس.

## تاريخ
وصف موريتز كابوزي في عام 1872 ورمًا يصيب الأوعية الدموية، كان يُطلق عليه ساركوما الجلد متعددة الصبغة مجهولة السبب، والذي أصبح يعرف منذ ذلك الحين باسم ساركوما كابوزي. اعتُقد في البداية أن ساركوما كابوزي ورم غير شائع يصيب اليهود وسكان حوض البحر الأبيض المتوسط، لكن الدراسات أكدت لاحقًا أنه شائع للغاية في جميع أنحاء أفريقيا جنوب الصحراء، وأدت هذه الأبحاث إلى ظهور أول اقتراح في خمسينيات القرن الماضي بأن هذا الورم قد يكون ناجمًا عن عدوى بفيروس معين، ومع تفشي وباء الإيدز في أوائل الثمانينيات، زادت الإصابات بساركوما كابوزي بشكل مفاجئ عند مرضى الإيدز (أصيب 50% من مرضى الإيدز بساركوما كابوزي) وهو معدل إصابات غير عادي.
أدت الأبحاث الدقيقة للبيانات الوبائية من قبل فاليري بيرال وتوماس بيترمان وهارولد جافي، إلى اقتراح أن ساركوما كابوزي تحدث نتيجة فيروس غير معروف ينتقل عن طريق الاتصال الجنسي ونادرًا ما يسبب الأورام ما لم يصبح المضيف مثبط المناعة، كما يحدث في عند مرضى الإيدز.
أبلغ بعض العلماء في وقت مبكر من عام 1984 عن رؤية هياكل شبيهة بفيروس الهربس في ساركوما كابوزي عند فحصها بالمجهر الإلكتروني. كان العلماء يبحثون عن العامل الذي يسبب ساركوما كابوزي، واقترح أكثر من 20 عاملاً كسبب محتمل، بما في ذلك الفيروس المضخم للخلايا وفيروس نقص المناعة البشرية نفسه، لكن التعرف على العامل الممرض حدث أخيرًا في عام 1994 على يد يوان تشانغ وباتريك إس مور من خلال عزل أجزاء الحمض النووي لفيروس الهربس الموجود في ساركوما كابوزي عند مريض إيدز. أثار هذا الاكتشاف جدلًا كبيرًا وصراعًا علميًا حتى جُمعت في النهاية بيانات كافية أكدت أن فيروس الهربس كانن بالفعل هو العامل المسبب لساركوما كابوزي. أصبح من المعروف اليوم أن هذا الفيروس منتشر على نطاق واسع بين الأشخاص الذين يعيشون في أفريقيا جنوب الصحراء الكبرى، وتحدث كذلك مستويات متوسطة من العدوى عند سكان حوض البحر الأبيض المتوسط (مثل لبنان والمملكة العربية السعودية وإيطاليا واليونان) وتحدث مستويات منخفضة من العدوى عند معظم سكان شمال أوروبا وأمريكا الشمالية. الرجال المثليون أكثر عرضة للإصابة بسبب الانتقال الجنسي للفيروس، وقد ينتقل الفيروس أيضًا عبر طرق أخرى غير الاتصال الجنسي في البلدان النامية.

## الفيزيولوجيا المرضية
إن الآليات التي تحدث من خلالها الإصابة بفيروس الهربس المسبب لساركوما كابوزي غير مفهومة جيدًا حتى الآن، إذ يمكن أن يصاب الأفراد الأصحاء بالفيروس ولا تظهر عليهم أي علامات أو أعراض بسبب قدرة الجهاز المناعي على إبقاء العدوى تحت السيطرة. تشكل العدوى مصدر قلق خاص لمن يعانون من نقص المناعة، مثل: مرضى السرطان الذين يتلقون العلاج الكيميائي، مرضى الإيدز، مرضى زرع الأعضاء، وهؤلاء جميعًا معرضون لخطر كبير لظهور علامات العدوى وتطور المرض.
يُعتقد أن الإصابة بهذا الفيروس تستمر مدى الحياة، لكن نظام المناعة الصحي سيبقي الفيروس تحت السيطرة، ولن تظهر أي أعراض عند أغلب الأشخاص المصابين بفيروس  الهربس المسبب لساركوما كابوزي. تحدث ساركوما كابوزي عندما يصاب شخص يحمل فيروس الهربس بنقص المناعة بسبب الإيدز أو العلاج الطبي أو في حالات نادرة جدًا بسبب الشيخوخة.
يعتبر فيروس الهربس المسبب لساركوما كابوزي عاملاً مسببًا لأربعة أمراض، هي:
- ساركوما كابوزي، ورم تكاثر وعائي يمكن أن يصيب الجلد (في أغلب الأحيان) أو العقد اللمفاوية أو الأحشاء.
- مرض كاسلمان متعدد المراكز المرتبط بفيروس الهربس، وهو عبارة عن اضطراب تكاثر لمفاوي.
- سرطان العقد اللمفاوية، نوع عدواني من الأورام الخبيثة التي تصيب العقد اللمفاوية، ويصيب غالبًا الخلايا البلازمية غير الناضجة، وهي نوع من الخلايا اللمفاوية البائية.
- متلازمة السيتوكينات الالتهابية المرتبطة بفيروس الهربس.

## علم الأوبئة
كان معدل  الانتشار العالمي لفيروس الهربس المرتبط بساركوما كابوزي في سبعينيات القرن الماضي 2 – 10%. يختلف معدل لهذا الفيروس بشكل كبير جغرافيًا، إذ أن معدلات الإصابة في شمال أوروبا وجنوب شرق آسيا ودول الكاريبي تتراوح بين 2 – 4%، وفي دول حوض البحر الأبيض المتوسط 10% تقريبًا، وفي دول إفريقيا جنوب الصحراء الكبرى 40%، أما في أمريكا الجنوبية تعتبر معدلات الإصابة منخفضة بشكل عام ولكنها مرتفعة بين السكان الأصليين. يختلف معدل الانتشار أيضًا حتى داخل الدولة نفسها، فمثلاً بلغت معدلات الإصابة حوالي 19.2% في شينجيانغ في الصين مقارنة بحوالي 9.5% في مقاطعة خوبي في الصين. أثبتت الدراسات استمرار زيادة انتشار الفيروس مع تقدم العمر، لكن بعض البلدان ذات معدلات الإصابة المرتفعة تشهد انتشارًا أعلى في الفئات العمرية الأصغر. أظهرت الدراسات أيضًا وجود علاقة عكسية بين المستوى التعليمي ومعدلات الإصابة.
تقتصر الإصابة بفيروس الهربس المرتبط بساركوما كابوزي في البلدان ذات الانتشار المنخفض على مرضى الإيدز، أما في البلدان ذات الانتشار المرتفع فتحدث الإصابة بشكل متكرر في مرحلة الطفولة، ما يشير إلى احتمال انتقال العدوى من الأم إلى الطفل عن طريق اللعاب. أظهرت دراسة استقصائية أجريت في زامبيا أن جميع الأطفال الذين يعانون من ساركوما كابوزي لديهم أمهات مصابات بفيروس الهربس.

## الوقاية
ينقل الأشخاص المصابون بفيروس الهربس المرتبط بساركوما كابوزي الفيروس دون أن تظهر لديهم أي أعراض حتى، ولذلك يجب توخي الحذر من قبل الشركاء الجنسيين خصوصًا عند ممارسة الجنس غير المحمي والأنشطة الجنسية التي قد ينتقل من خلالها اللعاب، ويُنصح المصابون بهذا الفيروس باستخدام الواقي الذكري عند ممارسة الجنس وتجنب التقبيل العميق، وتجدر الإشارة لتوفر اختبارات دم لاكتشاف الأجسام المضادة للفيروس.

## العلاج
تتظاهر ساركوما كابوزي غالبًا على شكل ورم موضعي يمكن علاجه إما جراحيًا أو من خلال التشعيع الموضعي، ويمكن استخدام العلاج الكيميائي من خلال أدوية خاصة مثل أنثراسيكلين أو باكليتاكسيل، خاصةً في حالة الأورام المنتشرة. تستخدم الأدوية المضادة للفيروسات مثل جانسكلوفير بنجاح للحد من تطور ساركوما كابوزي، ولكن بمجرد تطور الورم تكون هذه الأدوية ذات فائدة قليلة أو معدومة، أما بالنسبة للمرضى الذين يعانون من مرض الإيدز، فإن العلاج الأكثر فعالية هو العلاج المضاد للفيروسات النشطة لتقليل الإصابة بفيروس نقص المناعة البشرية. قد يعاني مرضى الإيدز الذين يتلقون العلاج المناسب من انخفاض بنسبة تصل إلى 90% في احتمالية حدوث ساركوما كابوزي.